# Ctenosaura acanthura
Ctenosaura acanthura är en ödleart som beskrevs av Shaw 1802. Ctenosaura acanthura ingår i släktet Ctenosaura och familjen leguaner. Inga underarter finns listade i Catalogue of Life.
Arten förekommer i östra och sydöstra Mexiko.